# احمد ترکان
احمد ترکان (زاده ۱۲ اسفند ۱۳۱۸ - درگذشته ۲۴ تیر ۱۳۹۸) سرتیپ ارتش جمهوری اسلامی ایران بود، که در خلال جنگ ایران و عراق فرماندهی لشکر ۲۸ کردستان را برعهده داشت. وی به‌عنوان پدر توپخانه ایران شناخته می‌شود.
ترکان فعالیت نظامی را از سال ۱۳۴۱ در نیروی زمینی شاهنشاهی ایران آغاز کرد و دوره‌های فرماندهی را در تیپ ۵۵ هوابرد سپری نمود. وی در دو دوره حساس در زمان وقوع غائله کردستان و در خلال جنگ ایران و عراق فرمانده لشکر ۲۸ پیاده کردستان بود و در سال‌های آخر جنگ نیز فرماندهی قرارگاه عملیاتی غرب را برعهده داشت. وی پس از جنگ نیز در جایگاه‌هایی چون فرمانده مرکز آموزش توپخانه و موشک‌های نیروی زمینی در اصفهان، فرمانده قرارگاه منطقه‌ای غرب و معاون عملیات ارتش جمهوری اسلامی ایران فعالیت نمود.

## زندگی‌نامه
احمد ترکان در ۱۲ اسفند ۱۳۱۸ زاده شد. تُرکان در سال ۱۳۴۱ بعد از پایان خدمت سربازی، به دانشکده افسری نیروی زمینی وارد شد و پس از طی دوره‌ای در این دانشکده، با درجه ستوان دومی برای گذراندن دوره مقدماتی توپخانه به اصفهان و بعد به تیپ ۵۵ هوابرد شیراز منتقل شد و دوره‌های تکاور، چتربازی، مربی کوهستان و دیگر دوره‌ها را طی کرد. در سال ۱۳۵۴ وی با درجه سروانی در آزمون اعزام به آمریکا برای گذراندن دوره‌های عالی توپخانه قبول شد و به ایالات متحده رفت و در آنجا دوره عالی توپخانه و دوره دیگری تحت عنوان مدیریت آموزش را طی کرد. او پس از بازگشت به ایران، در مرکز توپخانه اصفهان به عنوان استاد تاکتیک تخصصی توپخانه مشغول به کار شد.
ترکان پس از وقوع انقلاب فعالیت در ارتش جمهوری اسلامی ایران را در نیروی زمینی ارتش ادامه داد و همزمان با وقوع غائله کردستان، در قالب یک تیم با دستور ولی‌الله فلاحی به لشکر ۲۸ کردستان منتقل شد. ترکان ابتدا در کردستان، فرماندهی یک گردان از توپخانه لشکر ۲۸ را برعهده گرفت و پس از مدتی مسئولیت فرماندهی توپخانه لشکر به او سپرده شد. وی پس از کشته شدن سرهنگ حاتمی؛ رئیس ستاد و معاون لشکر، به‌عنوان فرمانده لشکر انتخاب شد. او سپس برای طی دوره دانشکده فرماندهی و ستاد به تهران منتقل شد و پس از گذراندن دوره دافوس بار دیگر به فرماندهی لشکر ۲۸ کردستان منصوب شد. وی در خلال جنگ ایران و عراق برای مدت ۳ سال نیز فرماندهی این لشکر را برعهده داشت. او در سال‌های پایانی جنگ فرمانده قرارگاه عملیاتی غرب بود. پس از جنگ به فرماندهی مرکز توپخانه اصفهان و ارشد نظامی منطقه اصفهان و چهارمحال و بختیاری منصوب شد. آخرین سمت او معاونت عملیات ارتش جمهوری اسلامی ایران بود. ترکان در ۲۴ تیرماه ۱۳۹۸ در سن ۸۰ سالگی درگذشت و پیکر وی در شهر اصفهان به خاک سپرده شد.